# Adolph van der Voort van Zijp
Adolf Dirk Coenraad van der Voort van Zijp, född 1 september 1892 i Klambir Lima, död 8 mars 1978 i Monaco, var en nederländsk ryttare.
Han blev olympisk mästare i fälttävlan vid sommarspelen 1924 i Paris.